# قشلاق صفر علي غيب علي (مقاطعة بيله سوار)
قشلاق صفر علي غیب علي (بالفارسية: قشلاق صفرعلی غیب‌علی) هي منطقة سكنية تقع في إيران في أردبيل. يقدر عدد سكانها بـ 55 نسمة .